# Kominy Dudowe

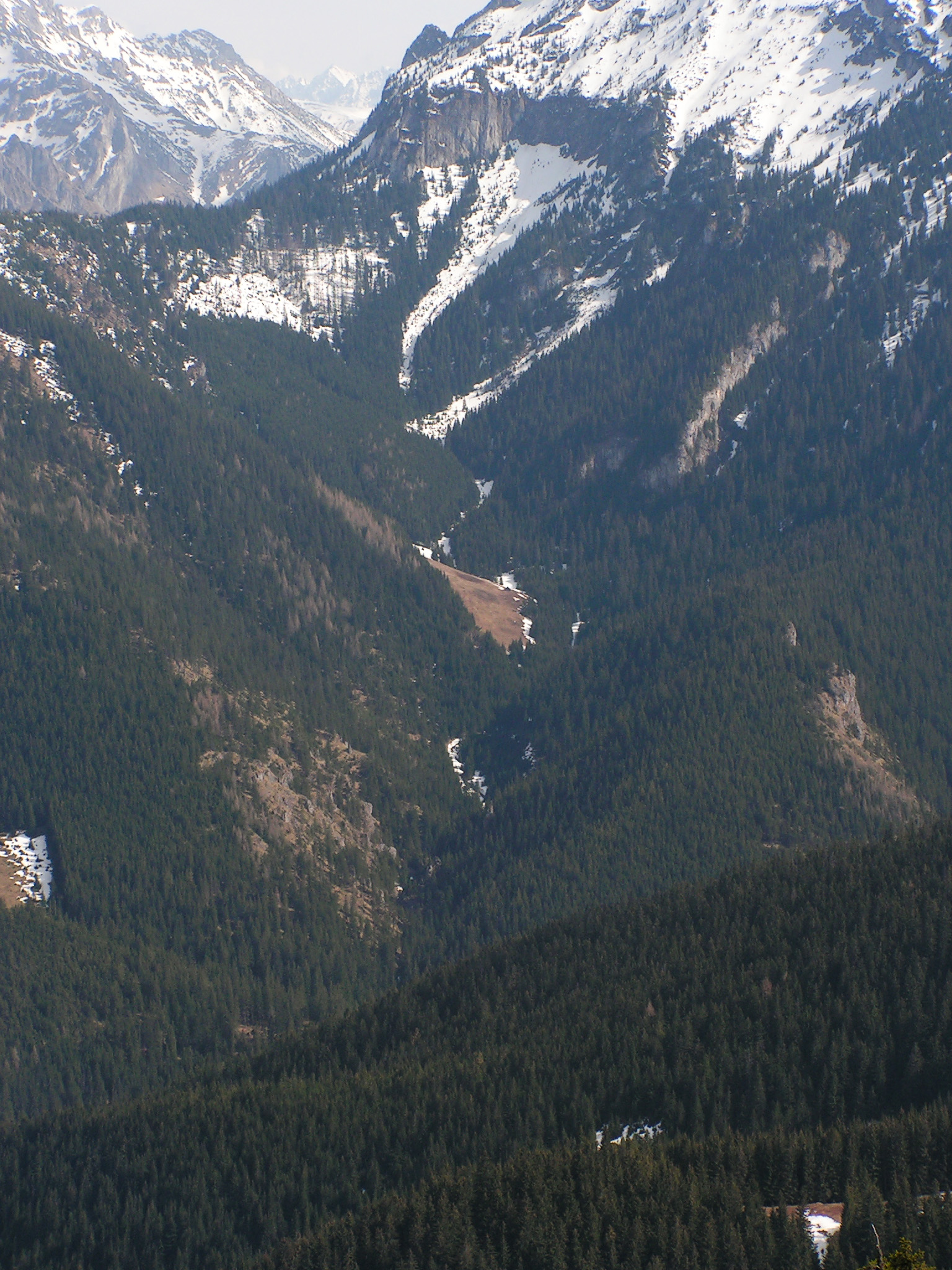
Dolina Dudowa, tereny dawnej Hali Dudowej

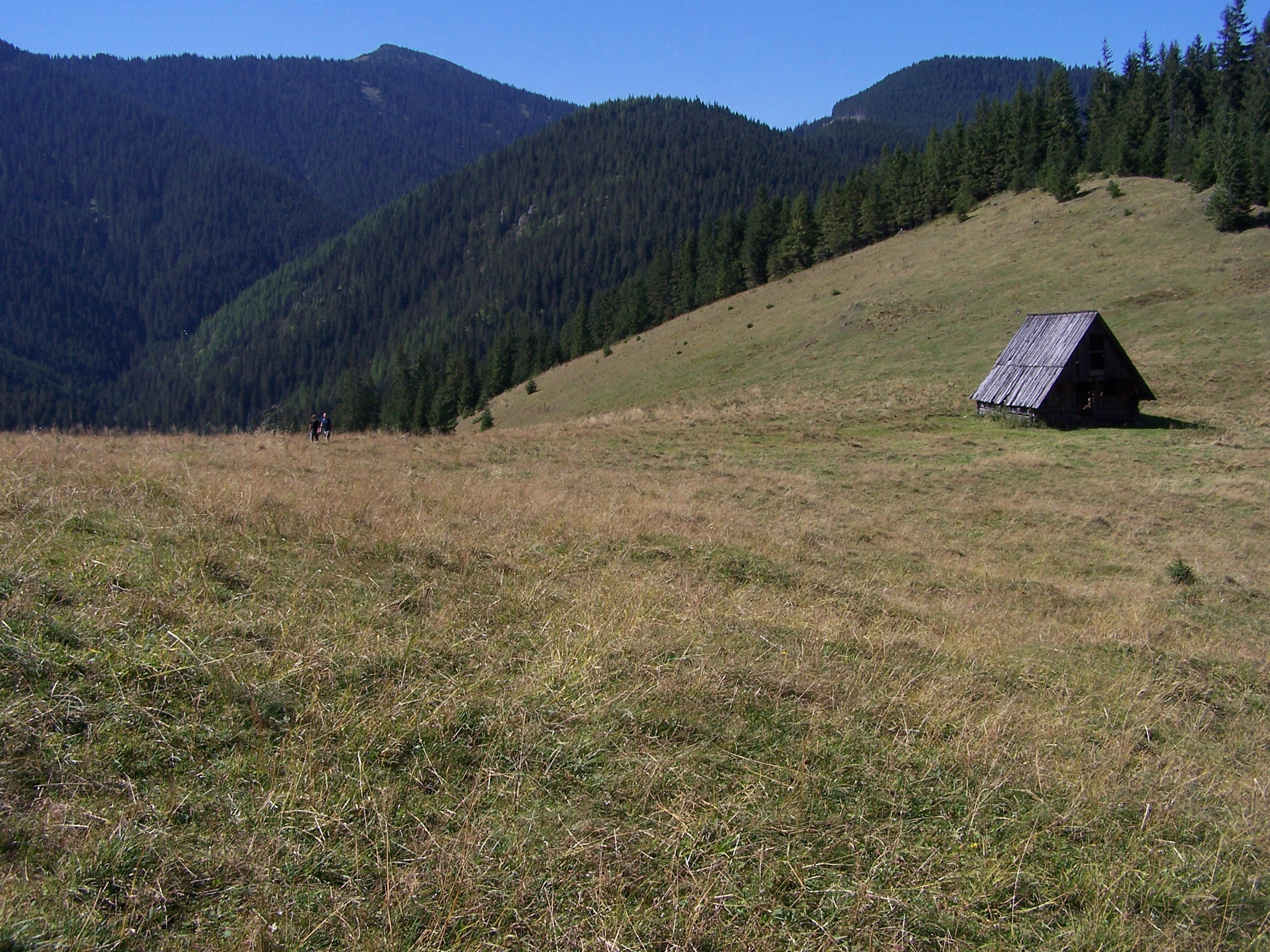
Polana Jamy

Kominy Dudowe – dawna hala pasterska w Dolinie Dudowej i na północno-zachodnich zboczach Kominiarskiego Wierchu w Dolinie Chochołowskiej w Tatrach Zachodnich. Jest ona własnością Wspólnoty Leśnej Uprawnionych Ośmiu Wsi z siedzibą w Witowie. Do hali należała polana Jamy znajdującą się na wysokości średnio 1100 m n.p.m. oraz Wyżnia Dudowa Rówień znajdującą się na wysokości 1150–1230 m n.p.m. Oddzielone są one od siebie lasem na stromym stoku górskim, przez który wielokrotnie przepędzane były owce i bydło, co doprowadziło do silnego zerodowania stoku. Łączna powierzchnia hali wynosiła 58,78 ha, w tym halizny stanowiły 8,8 ha, lasy 3,81 ha, reszta to nieużytki. Powierzchnia dodatkowych serwitutów w lasach wynosiła 170 ha. W 1963 r. wypasano na hali 233 owce (przeliczeniowe). Wypasano nie tylko na polanach, ale także na zerodowanych i gdzieniegdzie tylko zatrawionych stromych zboczach. Obecnie w dalszym ciągu wypasana jest polana Jamy. Prowadzi się na niej tzw. wypas kulturowy.
Z rzadkich w Polsce roślin na hali tej występuje złoć mała.
Powyżej hali, w zboczu Kominiarskiego Wierchu, znajdują się jaskinie: Schron w Piecach, Schronisko przy Ścianach i Jaskinia pod Baranami.

## Szlaki turystyczne
Czas przejścia na podstawie mapy:
 – przez środek Polany Jamy prowadzi znakowana czarno Ścieżka nad Reglami, a konkretnie jej końcowy odcinek z Doliny Kościeliskiej przez Przysłop Kominiarski i Niżnią Polanę Kominiarską do Doliny Chochołowskiej, gdzie wychodzi naprzeciwko Polany pod Jaworki.
- Czas przejścia z Doliny Kościeliskiej na polanę: 1:55 h, z powrotem tyle samo
- Czas przejścia z polany do Doliny Chochołowskiej: 5 min, ↑ 10 min